# WeUA
WEUA («Виюа», [ˈviˌiua]) — первая украинская социальная сеть Основана в 2014 году Богданом Олиярчуком.
Впервые проект был анонсирован 21 марта 2014.
Ресурс WEUA.info его создателями позиционировался в качестве альтернативы популярным на пост-советском пространстве российским социальным площадкам — «ВКонтакте» и «Одноклассникам».
Команда социальной сети составляла около 40 человек. В основном это жители Дрогобыча, Львова, Киева, Черкасс. Одной из особенностей социальной сети являлся национально-ориентированный контент. Одной из первых участие в проекте начала украинская группа «ТНМК».
За 8 месяцев, с апреля по октябрь 2014 года, аудитория соцсети WeUA увеличилась с 2 тысяч пользователей до 228 тысяч.
Тем не менее уже летом 2015 года WeUA прекратила свою работу.